# Sakalava
La Sakalava són un grup ètnic de Madagascar format per més de 1.210.000 persones el 2014. el Seu nom significa "la gent de les llargues valls." Ocupen la vora occidental de l'illa, de Toliara (Tulear) al sud fins a Sambirano al nord.

## La identitat ètnica
Sakalava fou el nom d'una sèrie de petits grups ètnics que en un temps van constituir un antic imperi, més que no pas un grup ètnic en el seu propi dret. L'origen de la paraula Sakalava encara està subjecta a controvèrsia, així com el seu significat real. L'explicació més comuna és la moderna traducció malgaix de Sakalava que significa llargs barrancs, fent referència a la relativament plana naturalesa de la terra a l'oest de Madagascar. Una altra teoria és que la paraula és, possiblement, d'origen àrab, saqaliba, que al seu torn deriva del tardo llatí sclavus, el que significa esclau.

## Història

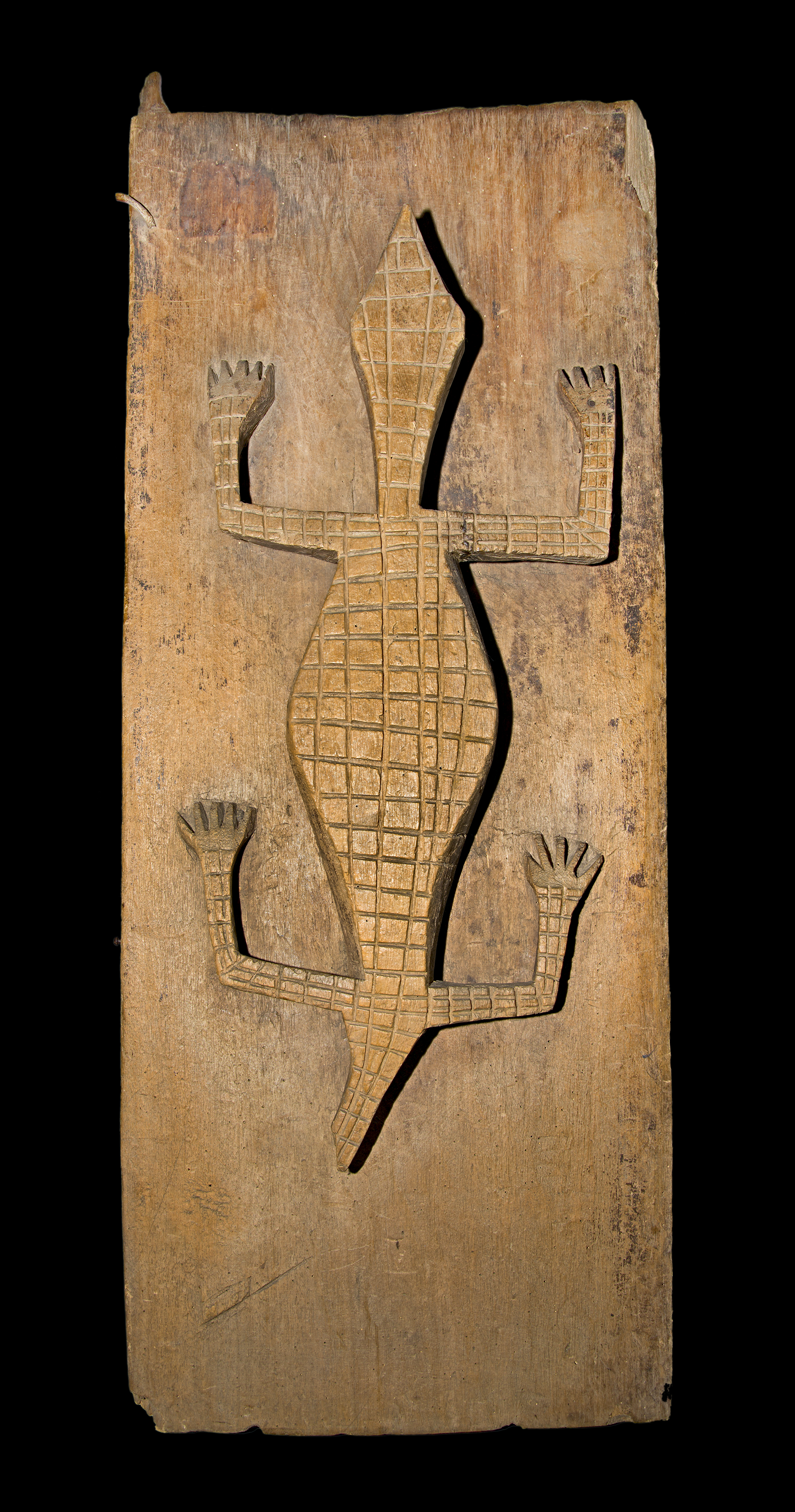
Porta amb una talla de cocodril, exposat a l'Exposició internacional de París l'any 1900.

Durant l'Edat Mitjana, quan els caps dels diversos assentaments a l'illa va començar a estendre el seu poder a través del comerç amb els veíns de Madagascar a l'Oceà Índic, els regne sakalava de Menabe, centrat en el que ara és la ciutat de Morondava, era el principal entre ells. La influència dels sakalaves s'estenias a tot el que és ara són les províncies de Antsiranana, Mahajanga (Majunga) i Toliara (Tulear). No obstant això, amb la dominació de l'oceà Índic per la flota britànica i el final del comerç d'esclaus pels àrabs, Sakalava va perdre el seu poder en front de l'emergent amenaça merina.
Segons la tradició local, els fundadors del Sakalava unit van ser els prínceps maroseraña (o maroseranana, "aquells que posseeixen molts ports") de Fiherenana (ara Toliara). També es poden descendir dels clans Zafiraminia (fills de Ramini) de la part sud-oest de l'illa, possiblement d'origen àrab. Van estar en contacte amb comerciants europeus d'esclaus dels quals es van obtenir armes, la majoria a canvi d'esclaus; ràpidament van sotmetre als veïns prínceps de la zona de Mahafaly començant pels de més al sud. El veritable fundador de Sakalava va ser Andriamisara; el seu fill Andriandahifotsy ("el Príncep Blanc") després va estendre la seva autoritat al nord, més enllà del riu Mangoky. Els seus dos fills, Andriamanetiarivo i Andriamandisoarivo, van estendre els guanys territorials més amunt, a la regió de Tsongay (ara Mahajanga). Al voltant d'aquest moment, la unitat de l'imperi va començar a esquinçar-se, resultant un regne al sud (Menabe) i un regne al nord (Boina). Encara hi va haver posteriors divisions, tot i la continua extensió dels prínceps de Boina cap a l'extrem nord, al país Antankarana.
La història oral merina esmenta diversos atacs sakalava contra els seus pobles tan aviat com el segle xvii i durant tot el segle xviii, tot i que és impossible certificar que aquestes tenen una relació directa amb les poblacions dels regnes del litoral. Sembla que en alguns casos, incloent-hi aquest, el terme va ser utilitzat de forma genèrica per identificar tots els pobles nòmades en els territoris entre Imerina i la costa occidental de l'illa. Les guerres del rei d'Imerina Radama I a la costa occidental de l'illa va acabar en una fràgil pau segellada pel seu matrimoni amb la filla d'un rei de Menabe. Tot i que Imerina mai no van annexar els dos últims reductes sakalaves de Menabe i Boina (Mahajanga), els sakalaves mai més van plantejar una amenaça per a l'altiplà central, que es va mantenir sota control dels merines fins a la penetració francesa a l'illa el 1896.

## Cultura

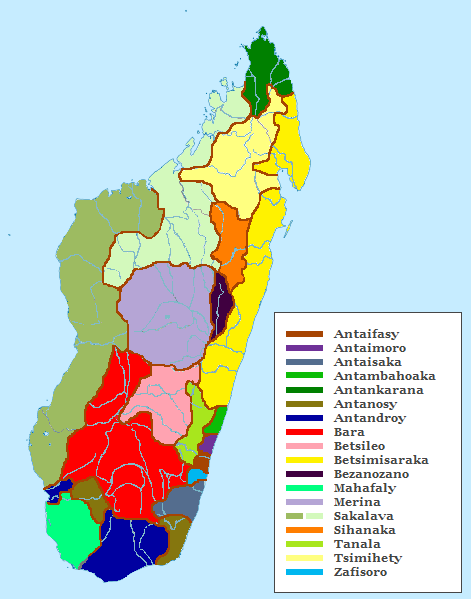
Distribució de grups ètnics

El procés històric de formació del regne Sakalava explica la gran diversitat entre els seus constituents, que continua perpetuat en les costums regionals diferents, culturalment i lingüísticament. Sobre aquest últim, l'únic veritable factor unificador dels diferents dialectes sakalava és la seva pertinença comuna al subgrup occidental de llengües de Madagascar, que les distingeix de les llengües del centre i la costa oriental.

## Idioma
Els sakalava parlen diversos dialectes de la llengua malgaix, que és una branca del grup lingüístic Malayo-Polinesi derivat de les llengües Barito parlades al sud de Borneo.